# 天城夕紀
天城 夕紀（あまぎ ゆうき、1982年2月4日 - ）は、日本の元AV女優。神奈川県出身。
※ストリッパーの雨木夕紀とは別人である。

## 略歴
- 2002年に『ロスト・バージン』で雨木夕紀としてAVデビュー。
- その後 天城夕紀に改名。
- 現在は引退している。

## 作品

### アダルトビデオ

#### 雨木夕紀名義
- ロスト・バージン（2002年3月1日 MOODYZ）
- 108つ　ぶっかけ（2002年4月1日 MOODYZ）
- ｢裏｣AV女優秘密特訓（2002年5月1日 MOODYZ）
- 優しいぬくもり　Gentle warmth　2（VHS）（2002年5月30日、アイルビークリエイト）
- 優しいぬくもり　Gentle warmth（DVD）（2002年5月30日、アイルビークリエイト）
- 処女狩り　2（2002年8月6日、アイルビークリエイト）
- ○月×日のレイプ（2002年9月27日、エイジーエイ）

#### 天城夕紀名義
- 女の子には内緒で撮っちゃえ!　ザ・衣裳合わせ「えッ　今着替えるんですか!?」（2002年5月21日、アテナ）
- 黒百合学園（2002年10月20日、ネクストイレブン）
- 黒百合学園　2（2002年11月20日、ネクストイレブン）
- アナル拷問　5（2002年12月6日 ディープス）
- 芸能界アンダーグラウンド　オーディションの穴（2002年12月20日、宇宙企画）
- いじめんせつ　FILE05（2003年7月20日、ビッグモーカル）
- ロリータナースアナル×レイプ病棟（2003年9月15日 MOODYZ）
- 綺麗なお姉さん　最高級（2003年9月20日 ホットエンターテイメント）
- ヴァージンロード　～処女から遊女への道～（2003年12月18日 アイエナジー）
- 美少女4時間10人斬り「未公開作品」（2003年12月18日 アイエナジー）
- トリプルエックス Vol.14 ハ裏（2004年3月15日、トリプルエックス） ※激薄・薄消し作品
- 若妻の台所（2004年7月22日 アイエナジー）

#### 他の名義
- コスプレ撮影会　第八回　巨乳コスプレイヤー 紫乃の乱れた撮影会（2003年9月、ユープランニング）
- 巨乳CELEB妻 淫らな変態願望 Eカップ浮気妻 里見さん24歳（2007年9月20日、JFC）